# Hungarian Juniors 2011
Das Hungarian Juniors 2011 fand als bedeutendstes internationales Nachwuchsturnier von Ungarn im Badminton vom 17. bis zum 20. März 2011 in Pécs statt. Es war die erste Auflage der Veranstaltung nach der Wiederbelebung des Turniers und die fünfte Auflage insgesamt.

## Sieger und Platzierte
| Disziplin    | Gold                                   | Silber                         | Bronze                            |
| ------------ | -------------------------------------- | ------------------------------ | --------------------------------- |
| Herreneinzel | Rasmus Grill                           | Kim Bruun                      | Emre Vural                        |
| Herreneinzel | Rasmus Grill                           | Kim Bruun                      | Ramazan Öztürk                    |
| Dameneinzel  | Neslihan Yiğit                         | Ebru Tunalı                    | Cemre Fere                        |
| Dameneinzel  | Neslihan Yiğit                         | Ebru Tunalı                    | Stefani Stoeva                    |
| Herrendoppel | José Francisco Membrive Alejandro Toro | Rasmus Grill Mathias Mundbjerg | Aitor Arraiza Alberto Zapico      |
| Herrendoppel | José Francisco Membrive Alejandro Toro | Rasmus Grill Mathias Mundbjerg | Gergely Krausz Norbert Megyesi    |
| Damendoppel  | Neslihan Kılıç Neslihan Yiğit          | Isabella Nielsen Sara Ortvang  | Busenur Korkmaz Özge Toyran       |
| Damendoppel  | Neslihan Kılıç Neslihan Yiğit          | Isabella Nielsen Sara Ortvang  | Cemre Fere Ebru Tunalı            |
| Mixed        | Kasper Antonsen Celine Juel            | Ramazan Öztürk Neslihan Kılıç  | Emre Vural Neslihan Yiğit         |
| Mixed        | Kasper Antonsen Celine Juel            | Ramazan Öztürk Neslihan Kılıç  | Ryhor Vorobiov Viktoriia Vorobeva |